# Khalifa Jabbie
Khalifa Jabbie est un footballeur sierraléonais, né le 20 janvier 1993 à Freetown. Il évolue comme milieu offensif.

## Palmarès
- Championnat de Moldavie : 2016 et 2017
- Coupe de Moldavie : 2017 en football